# Sigolinus van Stavelot
De heilige Sigolinus of Sighelm ( - rond 670) was abt van de Abdij van Stavelot. Verder is weinig over hem bekend.
Zijn feestdag is op 29 oktober.